# Даунстрок
Даунстрок, или звукоизвлечение нисходящими ударами (англ. downstroke picking, downpicking) - техника игры на гитаре, заключающаяся в извлечении звука с помощью ударов медиатором только вниз по струнам.

## Использование техники даунстрок в музыке
Данная техника исполнения широко используется при игре на электрогитаре в таких жанрах, как рок и метал; также может использоваться в других жанрах и на акустической гитаре. Даунстрок часто составляет основу гитарных риффов за счёт характерного жёсткого и агрессивного звучания при использовании эффектов дисторшн и овердрайв, в отличие от переменного штриха, который не даёт такого звучания из-за чередования ударов вверх и вниз. Часто приёмом даунстрок играют партии ритм-гитары, основанные на пауэр-аккордах или единичных нотах на басовых струнах. Кроме того, даунстрок может применяться при игре мелодий для создания особого, твёрдого характера звучания. Однако, использование даунстрока затруднительно при игре в быстрых темпах из-за потери времени за счёт пропуска удара медиатором снизу, в отличие от переменного штриха, который чаще используется для игры быстрых пассажей.

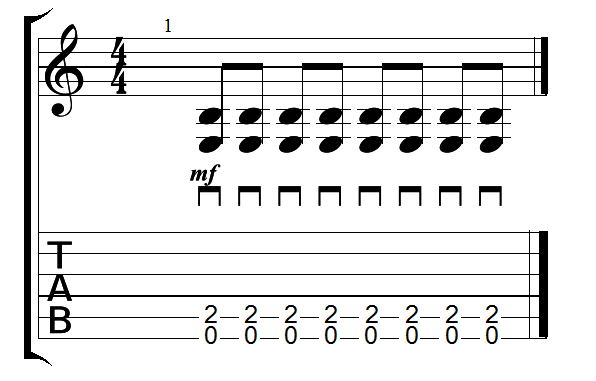
Пример ритм-партии на пауэр-аккордах с использованием приёма даунстрок.

## Применение даунстрока
Даунстрок может применяться для извлечения звука как одной, так и нескольких струн. При игре даунстроком медиатор держится в руке под небольшим углом таким образом, чтобы кончик медиатора был направлен немного к  верху относительно гитары (в сторону груди гитариста). Это необходимо для того, чтобы медиатор не застревал, а в какой-то степени скользил по струнам. Удары медиатором осуществляются резко, с достаточной силой и амплитудой и только вниз, под углом в гитару за счёт вращательного движения предплечьем. Для создания различных ритмических рисунков на электрогитаре с эффектами дисторшн и овердрайв даунстрок часто совмещается с приёмом palm muting (глушение ладонью). Для достижения максимальной скорости рука должна быть как можно больше расслаблена. Для этого после контакта со струной рука должна расслабляться. Мастерами по игре даунстроком считаются Джеймс Хэтфилд, Джефф Уотерс, Джон Браун, Джош Миддлтон, Мик Томсон и многие другие.

## Даунстрок в нотации
В нотации даунстрок обозначается символом удара медиатором вниз. 

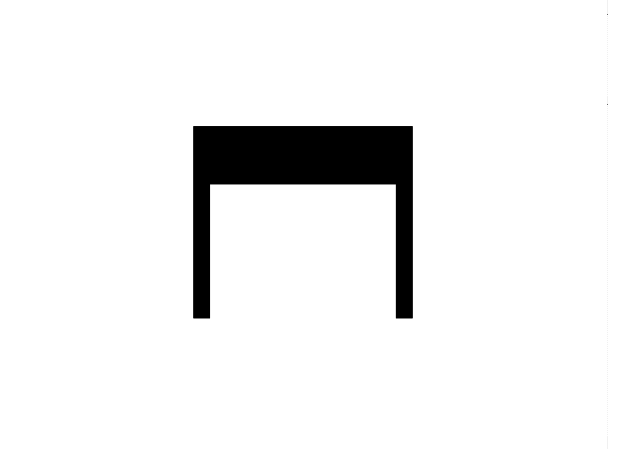
Символ удара медиатором вниз